# Miguel Ángel Guerrero Martín
|  | Aquest article tracta sobre el futbolista espanyol. Si cerqueu el futbolista colombià, vegeu «Miguel Ángel Guerrero Paz». |

Miguel Ángel Guerrero Martín (Toledo, 12 de juliol de 1990) és un futbolista professional castellanomanxec que juga com a davanter a l'Olympiacos FC.

## Trajectòria esportiva

### Albacete
Guerrero va començar la seva carrera sènior amb el planter de l'Albacete Balompié, amb el qual va jugar dues temporades a la tercera divisió després d'haver jugat per multitud de clubs en etapa juvenil. El 9 de gener de 2010 va debutar oficialment amb el primer equip, entrant com a suplent a l'últim minut en un empat 0–0 fora de casa contra el Recreativo de Huelva a la segona divisió.

### Sporting de Gijón

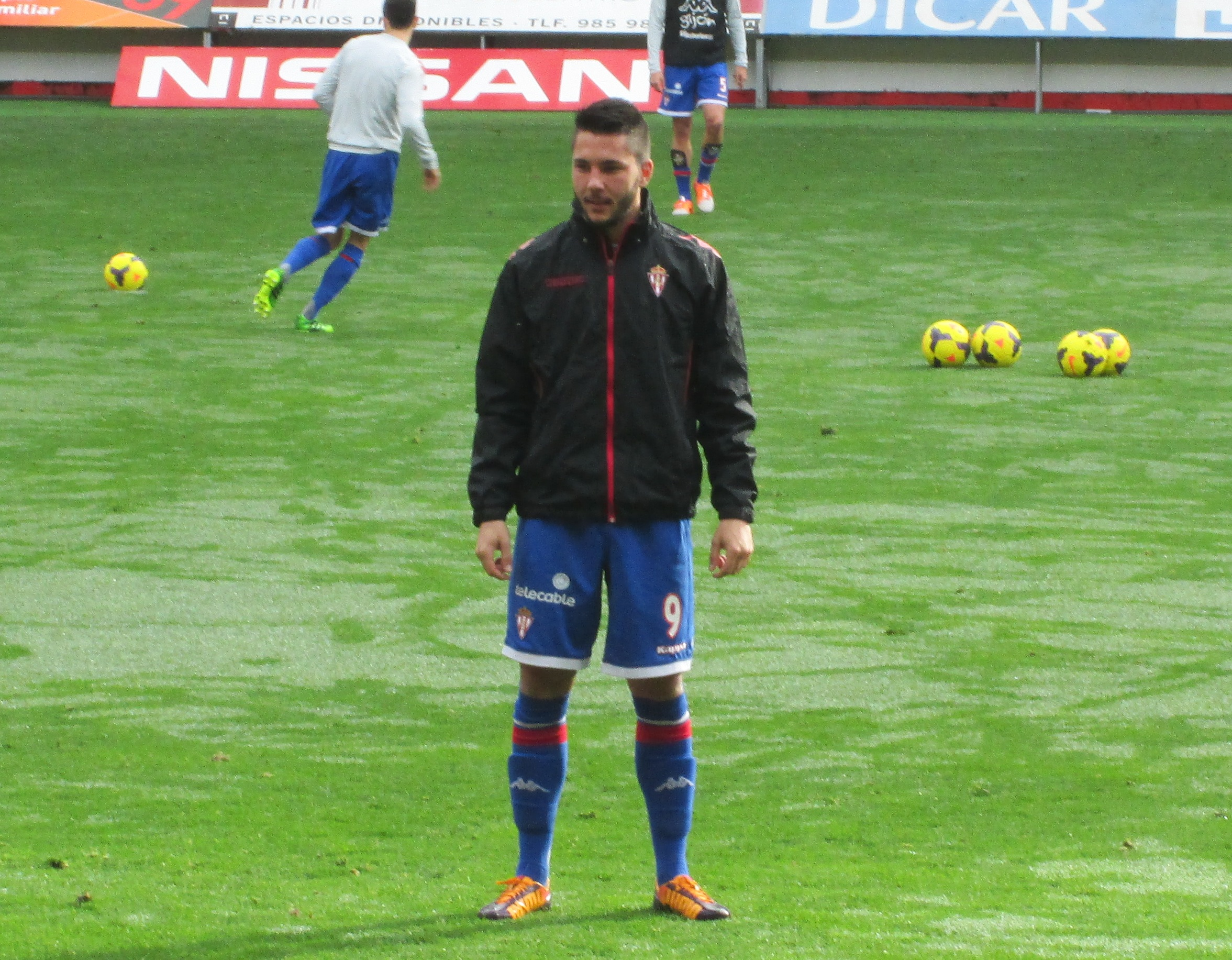
Guerrero escalfant amb l'Sporting de Gijón el 2014.

L'estiu de 2011 Guerrero va fitxar per l'Sporting de Gijón, on fou assignat al segon equip, aquest cop a la segona divisió B. El 19 d'agost de 2012 va debutar oficialment amb el primer equip dels asturiants, tot jugant 25 minuts en una derrota per 0–2 contra el CD Numancia la temporada 2012-12 de la segona divisió.
El 6 de gener de 2013, en el derbi local contra el Reial Oviedo, Guerrero va marcar tots els gols de l'Sporting B en una victòria a casa per 4–1. Poc després va marcar el seu primer gol amb el primer equip, obrint el marcador en una victòria fora de casa per 2–1 contra el CD Lugo.
Després de ser definitivament promocionat al primer equip l'estiu de 2013, Guerrero va esdevenir una peça important en atac durant la temporada 2014–15, marcant 11 en 36 partits, inclosos dos doblets contra el CD Lugo i el Racing de Santander, ambdós el maig de 2015.
Guerrero va debutar a La Liga el 23 d'agost de 2015, jugant com a titular en un empat 0–0 a casa contra el Reial Madrid. Va marcar per primer cop a primera divisió el 19 d'octubre, el gol de l'empat en un 3–3 a casa contra el Granada CF, i en va fer un altre el 12 de febrer per obrir el marcador en un empat 2–2 contra el Rayo Vallecano also at El Molinón, i el seu equip finalment va evitar el descens en el darrer moment.

### Leganés
El 27 de juny de 2016, Guerrero va signar un contracte per dos anys amb opció a un tercer amb el CD Leganés, ascendit a primera divisió la temporada 2015–16. Va marcar cinc gols en 31 partits a la seva primera temporada, ajudant el club a mantenir la categoria.

### Olympiacos
El 13 de juny de 2018, Guerrero va marxar a l'estranger per primer cop en la seva carrera, en signar contracte per tres anys amb l'Olympiacos FC, amb un salari anual d'uns 400,000 €. El 9 d'agost, va marcar un doblet en una victòria a casa per 4–0 contra l'FC Luzern a la tercera ronda de classificació de la Lliga Europa de la UEFA 2018–19.